# Adolph Alexander Noser
Adolph Alexander Noser (Belleville, 4 luglio 1900 – Alexishafen, 15 aprile 1981) è stato un arcivescovo cattolico statunitense, missionario della Società del Verbo Divino prima in Ghana e poi in Nuova Guinea.

## Biografia
Abbracciò la vita religiosa nella Società del Verbo Divino il 4 settembre 1921; studiò filosofia a Techny e teologia a Roma, dove conseguì il dottorato.
Il 27 settembre 1925 fu ordinato prete a Steyl e ricoprì le cariche di professore, prefetto e rettore in diverse case di formazione verbite degli Stati Uniti.
Fu assegnato alla missione verbita nella Costa d'Oro il 10 marzo 1939 e il 12 giugno 1947 fu nominato vicario apostolico di Accra (elevato a diocesi dal 18 aprile 1950).
L'8 gennaio 1953 fu trasferito al vicariato apostolico di Alexishafen, in Nuova Guinea, elevato ad arcidiocesi con sede a Madang il 15 giugno 1966.
Ad Alexishafen fondò il 25 marzo 1954 le Suore di Santa Teresa del Bambin Gesù e il 15 giugno 1963 i Fratelli del Sacro Cuore.
Si dimise dalla carica nel 1975 e continuò a vivere in Nuova Guinea.

## Genealogia episcopale e successione apostolica
La genealogia episcopale è:
- Cardinale Scipione Rebiba
- Cardinale Giulio Antonio Santori
- Cardinale Girolamo Bernerio, O.P.
- Arcivescovo Galeazzo Sanvitale
- Cardinale Ludovico Ludovisi
- Cardinale Luigi Caetani
- Cardinale Ulderico Carpegna
- Cardinale Paluzzo Paluzzi Altieri degli Albertoni
- Cardinale Gaspare Carpegna
- Cardinale Fabrizio Paolucci
- Cardinale Francesco Barberini
- Cardinale Annibale Albani
- Cardinale Federico Marcello Lante Montefeltro della Rovere
- Vescovo Charles Walmesley, O.S.B.
- Arcivescovo John Carroll, S.I.
- Vescovo Benoît-Joseph Flaget, P.S.S.
- Arcivescovo Francis Patrick Kenrick
- Arcivescovo William Henry Elder
- Arcivescovo Henry Moeller
- Cardinale Samuel Alphonsius Stritch
- Arcivescovo Adolph Alexander Noser, S.V.D.

La successione apostolica è:
- Vescovo Henry Anthony A. van Lieshout, C.M.M. (1967)